# Phyllophaga riverana
Phyllophaga riverana är en skalbaggsart som beskrevs av Moron 2004. Phyllophaga riverana ingår i släktet Phyllophaga och familjen Melolonthidae. Inga underarter finns listade i Catalogue of Life.